# 自由祖国党 (巴西)

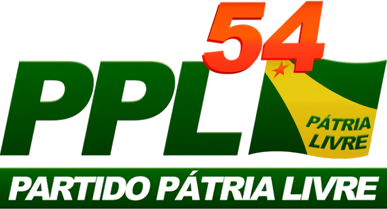
自由祖国党标志

自由祖国党（葡萄牙語：Partido Pátria Livre，缩写为PPL）是巴西的一个已不存在的左翼政党。该党成立于2009年4月21日，由十月八日革命运动的成员创建。2018年12月3日，该党并入巴西共产党。该党的意识形态是科学社会主义、左翼民族主义。该党的总部位于巴西利亚。该党是国际共产主义研讨会和圣保罗论坛的成员。